# Korablino
Korablino è una cittadina della Russia europea centrale nell'Oblast' di Rjazan', situata a ovest del corso del fiume Pronja 89 chilometri a sudest di Rjazan'; è capoluogo del rajon omonimo.
Fondata nel 1676, ottenne lo status di città nel 1965.

## Società

### Evoluzione demografica
- 1959: 5.300
- 1970: 13.300
- 1989: 15.300
- 2002: 14.690
- 2006: 13.800